# ロンド・ファン・フラーンデレン2006
ロンド・ファン・フラーンデレン2006は、ロンド・ファン・フラーンデレンの90回目のレース。2006年4月2日に行われた。

## 結果
ブリュッヘからニノヴまでの258km。
| 順位 | 選手名                     | 国籍           | チーム                   | 時間          |
| ---- | -------------------------- | -------------- | ------------------------ | ------------- |
| 1    | トム・ボーネン             | ベルギー       | クイックステップ         | 6時間30分14秒 |
| 2    | ライフ・ホスト             | ベルギー       | ディスカバリーチャンネル | 同            |
| 3    | ジョージ・ヒンカピー       | アメリカ合衆国 | ディスカバリーチャンネル | +1分17秒      |
| 4    | ペーター・ファンペテヘム   | ベルギー       | ダヴィタモン・ロット     | 同            |
| 5    | アレッサンドロ・バッラン   | イタリア       | ランプレ                 | 同            |
| 6    | ファビアン・カンチェラーラ | スイス         | チームCSC                | 同            |
| 7    | パオロ・ベッティーニ       | イタリア       | クイックステップ         | +1分50秒      |
| 8    | カルステン・クローン       | オランダ       | チームCSC                | 同            |
| 9    | アンドレアス・クリール     | ドイツ         | T-モバイル               | 同            |
| 10   | ロベルト・ペティート       | イタリア       | テナックス・サルミラーノ | 同            |